# Acanthidops
Acanthidops là một chi chim trong họ Thraupidae.